# Bardala
Bardala – wieś w Palestynie, w muhafazie Tubas. Według danych Palestyńskiego Centralnego Biura Statystycznego w 2016 roku liczyła 2177 mieszkańców.